# Out ta Get Me
Out ta Get Me er det fjerde nummer på det amerikanske Hard Rock band Guns N' Roses' debutalbum Appetite for Destruction.
Sangen handler om Axl Rose's konstante problemer med loven i sin ungdom i Indiana. Slash beskriver skrivningen af sangen som værende endnu hurtigere end skrivningen af "Welcome to the Jungle", hvilket betyder, at den var skrevet på under tre timer. 
Sangen er blevet coveret af Marq Torien fra hair metal bandet BulletBoys.